# Мачо и ботан
«Ма́чо и бота́н» (англ. 21 Jump Street — «Джамп стрит, 21») — американский комедийный боевик режиссёров Фила Лорда и Кристофера Миллера по мотивам телесериала «Джамп-стрит, 21». Премьера состоялась 12 марта 2012 года (премьера в СНГ — 12 апреля).

## Сюжет
Мортон Шмидт и Грег Дженко — молодые горе-полицейские, которые были в школе на «разных ступенях общества». Являясь врагами в школе, в полицейской академии они становятся лучшими друзьями. Из-за своей беспросветной тупости они ничего не могут сделать правильно, и поэтому их записывают в программу «Джамп Стрит, 21», которую ранее решили закрыть, но она была восстановлена. Их отправляют в старшую школу, в которой процветает торговля синтетическим наркотиком под видом чипсов, чтобы они нашли дилера.
Они поступают в школу в конце учебного года под именами братьев Дага и Брэда Маккуэйдов (для чего переезжают к родителям Мортона), при этом они умудряются перепутаться местами и в результате чего Грег начинает ходить на уроки науки (в которых на самом деле отлично разбирается Мортон), а Мортон попадает на спортивные уроки (на которых специализируется Грег). Однако, к их удивлению, эта путаница помогает им улучшить свои знания на эти темы. Во время расследования они заводят мнимую дружбу со своим сокурсником Эриком, который занимается распространением наркотика, но не называет производителя, а Мортон влюбляется в школьницу Молли.
Учебный год подходит к концу, Шмидт и Дженко так и не нашли поставщика, но узнали, что в этом замешана банда байкеров. Между Грегом и Мортоном происходит ссора, так как Мортон для вида сказал Эрику и Молли, что Грег очень глуп и поэтому за ним нужно присматривать. Коллеги Грега и Мортона сообщают, что наркотик-печенье уже попал в другие школы, и неудачников увольняют за незаконченное расследование.
На выпускном Мортон признаётся Молли, что он полицейский и хочет спасти её, поэтому она должна уйти. После этого Грег и Мортон соглашаются прикрыть Эрика на встрече с поставщиком. Там они узнают, что поставщик — это учитель физкультуры, мистер Уолтерс. Внезапно лидер байкеров, Доминго, узнаёт в Греге и Мортоне двух патрульных, которые его однажды задержали, и приказывает двум своим людям убить полицейских-клоунов. Но неожиданно оказывается, что эти 2 байкера — Том Хэнсон и Даг Пенхолл, главные герои оригинального сериала, которые теперь агенты Управления по борьбе с наркотиками. Том начинает комичную беседу с Грегом и Мортоном на тему недостатков прикрытия, и байкеры сразу пользуются этим, чтобы убить Тома и Дага. Мистер Уолтерс берёт Молли в заложники, и Грег и Мортон вынуждены следовать за ними. Используя свои новые познания в органической химии, Грег быстро делает коктейль Молотова и взрывает машину байкеров, после чего Мортон спасает Молли, отстрелив член Уолтерса.
Эрик и Уолтерс арестованы, а Грег и Мортон получают признание и новое задание, теперь уже в колледже. Мортон в восторге, а Грег в шоке.

## В ролях
| Актёр              | Роль                        |
| ------------------ | --------------------------- |
| Джона Хилл         | Мортон Шмидт ботан          |
| Ченнинг Татум      | Грег Дженко мачо            |
| Бри Ларсон         | Молли Трейси подруга Шмидта |
| Дэйв Франко        | Эрик Молсон                 |
| Роб Риггл          | мистер Уолтерс физрук       |
| Дирэй Дэвис        | Доминго лидер байкеров      |
| Айс Кьюб           | капитан Диксон              |
| Дакс Флэйм         | Зак ботаник, друг Дженко    |
| Крис Парнелл       | мистер Гордон               |
| Элли Кемпер        | мисс Григгс учитель химии   |
| Джейк Джонсон      | директор Дадьер             |
| Ник Офферман       | капитан Харди               |
| Джонни Депп        | Том Хэнсон (камео)          |
| Питер Делуиз       | Даг Пенхолл (камео)         |
| Холли Робинсон-Пит | офицер Джудит Хоффс (камео) |
| Кэролайн Аарон     | Энни Шмидт мама Шмидта      |
| Джонни Симмонс     | Биллиам Уиллингэм           |
| Дакота Джонсон     | Фьюгэзи                     |
| Rye Rye            | Джей Джей                   |

## Саундтрек
1. Eminem — The Real Slim Shady
2. The Clash — Police and Thieves
3. Dirt Nasty — Boombox
4. The Knux — You Can’t Lose
5. Mary Martin — I’ve Gotta Crow
6. Joy Williams feat. Tim Myers — You Are the Best
7. Pete Seeger — Fifteen Miles on the Eerie Canal
8. Ty Segall — Caesar
9. Foster the People — Helena Beat
10. Atlanta Rhythm Section — So Into You
11. LMFAO feat. Lauren Bennett & GoonRock — Party Rock Anthem
12. N.W.A — Straight Outta Compton
13. Zee Avi — Swell Window
14. Terraplane Sun — Get Me Golden
15. Murs feat. Will.I.Am — Lookin' Fly
16. Mr. Little Jeans — Rescue Song (The Naked & Famous Remix)
17. Vitamin C — Graduation (Friends Forever)
18. Ini Kamoze — Call the Poliсе
19. Rye Rye and Esthero — 21 Jump Street (Theme from the Motion Picture)
20. Wallpaper — 21 Jump Street
21. 21 Jump Street Theme

## Критика
Через 4 дня после премьеры фильма на американском рынке рейтинг фильма на популярном сайте Rotten Tomatoes составил 85 %.

«Совершенно безумный и очень хаотичный. Но это одна из самых смешных голливудских комедий о старшеклассниках, что выходила за долгие годы», — Олли Ричардс, Empire Magazine.

«Мне даже стыдно, как я смеялся во время просмотра», — Уилли Вафл, WaffleMovies.com
.

## Сиквел
17 марта 2012 года компания Sony Pictures объявила, что она намерена снять продолжение фильма, подписав договор для написания сценария с Джоной Хиллом и Майклом Бэколлом. Ченнинг Татум и Джона Хилл, как и в первой части, сыграют главные роли и, помимо этого, они также будут заниматься продюсированием фильма вместе с Нилом Х. Морицем.